# جيمس ستيفنسون (سياسي)
جيمس ستيفنسون هو سياسي كندي، ولد في 1 أغسطس 1827، وتوفي في 26 أكتوبر 1910. انتخب عضو مجلس العموم الكندي.